# Емано Бурбар
Емано Бурбар (фр. Heimano Bourebare, нар. 15 травня 1989, Фаа'а) — таїтянський футболіст, півзахисник клубу «Тефана» та національної збірної Таїті.

## Клубна кар'єра
У дорослому футболі дебютував 2008 року виступами за команду клубу «Таравао», з якої наступного року перейшов до клубу «Тефана».
У 2012 рік виступав у Новій Каледонії за «Мон-Дор».
Взимку 2013 повернувся на Таїті, де півроку виступав за «Дрегон», а з літа 2013 виступає за команду «Тефана».

## Виступи за збірну
2011 року дебютував в офіційних матчах у складі національної збірної Таїті. Наразі провів у формі головної команди країни 23 матчі.
У складі збірної був учасником кубка націй ОФК 2012 року, що проходив на Соломонових Островах і на якому таїтянці вперше в історії здобули титул переможця турніру. Брав участь у розіграші Кубка конфедерацій 2013 року в Бразилії.

## Досягнення
- Володар Кубка націй ОФК: 2012